# Japan Steel Works
Japan Steel Works, Ltd. ((ja) : 株式会社日本製鋼所, Kabushiki Kaisha Nihon Seikōsho, JSW) est un fabricant d'acier et de machine-outils japonais fondé à Muroran, Hokkaido, en 1907. Son siège social est depuis 2007 est dans le quartier d'affaires Gate City Ohsaki, inauguré en 1999, à Ōsaki (Tokyo).

## Histoire
Japan Steel Works est créé avec l'investissement des entreprises britanniques Vickers, Armstrong Whitworth et de la société japonaise Hokkaido Colliery & Steamship Co. (nom à partir de 1906 de la Hokkaido Colliery and Railway Company (en)) de la zaibatsu Mitsui et se consacre dés sa formation à la production d'armements. 
Son siège social à l'origine a Muroran est transféré à Tokyo en 1915. Elle acquiers une usine à Hiroshima en 1920. En 1936, une nouvelle usine ouvre à Yokohama.
Pendant la Seconde Guerre mondiale, partie prenante du complexe militaro-industriel japonais, elle a fabriqué ce qui était alors le plus grand canon naval au monde, le canon de 46 cm/45 Type 94, destiné au à être installé sur les cuirassés de la classe Yamato. Plus 200 travailleurs de leur usine principale à Muroran ont été tués le 15 juillet 1945 lors des bombardements navals alliés sur le Japon visant également l'usine sidérurgique de Muroran.
Après-guerre, elle reprend, outre la production de machines-outils, celles de tubes d'artillerie pour les forces japonaises d'autodéfense tels la pièce d'artillerie tractée FH70 construit à 480 unités, le canon du char Type 10 et des pièces d'artillerie navale. La production de systémes d'armement représentant prés de 10 % de son chiffre d'affaires en 2024.
Elle se développé à l'internationale et ouvre des bureaux à l'étranger à partir de 1968. Une nouvelle usine entre en service à Yokohama en 1983 remplaçant celle de 1936.
En 2006, elle acquiert Tahara Machinery Ltd. En 2007, pour son centenaire, elle déménage son siège à Ōsaki (Tokyo).
En 2008, elle alors la seule usine hors Russie capable de produire la partie centrale de la cuve de confinement d'un réacteur nucléaire en une seule pièce, et à une production artisanale de sabres japonais vendu à environ un million de yens.
En juin 2025, elle présente la plus puissante machine de moulage par injection électrique avec une force de serrage de 4 000 tonnes.

## Production
Ses ventes nettes entre mars 2023 et mars 2024 sont de 252,2 milliards de yens répartit comme suit (environ 1,5 milliards d'euros) : 
- Machines de production et de traitement du plastique : 40,7 %
- Machines de moulage : 23,7  %
- Équipements militaires : 9,6 %
- Autres machineries : 9 %
- Secteur d'activité matériaux et ingénierie
- Autres : 0,9 %